# José Meolans

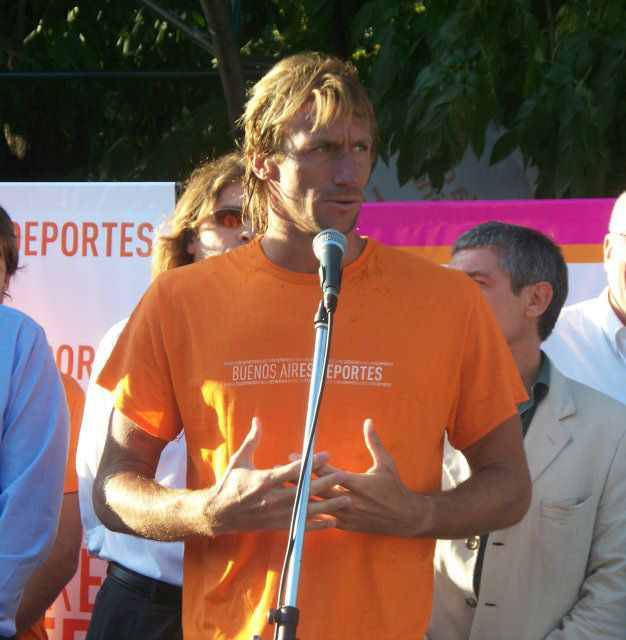
José Meolans

José Martin Meolans (Córdoba, 22 juni 1978) is een Argentijns zwemmer.
Hij beleefde zijn hoogtepunt als internationaal topzwemmer in 2002, toen de Argentijn twee medailles won bij de wereldkampioenschappen kortebaan (25 meter) in Moskou: goud op de 50 meter vrije slag en zilver op de 100 meter vrije slag. De bijna twee meter lange sprinter (1 meter 96), lid van zwemclub Academia Natacion Gabriel Taborin, won een jaar later ook het koningsnummer, de 100 meter vrije slag, bij de Pan-Amerikaanse Spelen in Santo Domingo. Meolans, een pupil van trainer Orlando Moccagatta, verbeterde in 2002 de Zuid-Amerikaanse kortebaanrecords op de 50 vrij (21,36), de 100 vrij (47,09) en de 100 meter vlinderslag (52,26).

## Internationale erelijst

### 1995
Wereldkampioenschappen kortebaan (25 meter) in Rio de Janeiro:
- Zesde op de 50 meter vrije slag 22,35

Pan-Amerikaanse Spelen in Mar del Plata:
- Tiende op de 50 meter vrije slag Tijd onbekend

### 1996
Olympische Spelen in Atlanta:
- 23ste op de 50 meter vrije slag 23,21
- 45ste op de 100 meter vrije slag 52,02

### 1997
Wereldkampioenschappen kortebaan (25 meter) in Göteborg:
- Vierde op de 50 meter vrije slag 22,22
- Vijfde op de 100 meter vrije slag 48,65

### 1998
Wereldkampioenschappen langebaan (50 meter) in Perth:
- Negentiende op de 50 meter vrije slag Tijd onbekend
- 32ste op de 100 meter vrije slag 50,79

### 1999
Wereldkampioenschappen kortebaan (25 meter) in Hongkong:
- Tweede op de 50 meter vrije slag 21,84
- Achtste op de 100 meter vrije slag 48,78

Pan-Amerikaanse Spelen in Winnipeg:
- Tweede op de 50 meter vrije slag 22,46
- Tweede op de 100 meter vrije slag 49,94

### 2000
Wereldkampioenschappen kortebaan (25 meter) in Athene:
- Veertiende op de 50 meter vrije slag 22,35
- Vijfde op de 100 meter vrije slag 48,38

Olympische Spelen in Sydney:
- 21ste op de 50 meter vrije slag 22,89
- Tiende op de 100 meter vrije slag 49,66

### 2001
Wereldkampioenschappen langebaan (50 meter) in Fukuoka:
- Elfde op de 50 meter vrije slag 22,45
- Negende op de 100 meter vrije slag 49,69

### 2002
Wereldkampioenschappen kortebaan (25 meter) in Moskou:
- Eerste op de 50 meter vrije slag 21,36
- Tweede op de 100 meter vrije slag 47,09

### 2003
Pan-Amerikaanse Spelen in Santo Domingo:
- Tweede op de 50 meter vrije slag 22,42
- Eerste op de 100 meter vrije slag 49,27
- Tweede op de 100 meter vlinderslag 53,28

### 2004
- Wereldkampioenschappen kortebaan (25 meter) in Indianapolis:
- Zevende op de 50 meter vrije slag 21,78